# Tadeusz Guz
Tadeusz Guz (ur. 7 lutego 1959 w Zwierzyńcu) – polski katolicki prezbiter, filozof, teolog, profesor  nauk humanistycznych, nauczyciel akademicki Katolickiego Uniwersytetu Lubelskiego . Krytyk modernizmu katolickiego, protestantyzmu i nauki Marcina Lutra, znany z kontrowersyjnych wypowiedzi, w tym z wypowiedzi dotyczących epidemii koronawirusa sprzecznych z ustaleniami nauk medycznych.

## Życiorys
W latach 1978–1984 był alumnem Wyższego Seminarium Duchownego Diecezji lubelskiej (obecnie: Metropolitalne Seminarium Duchowne w Lublinie). 16 grudnia 1984 roku otrzymał święcenia kapłańskie. W 1984 roku ukończył studia teologiczne na Katolickim Uniwersytecie Lubelskim. W 1989 roku ukończył również studia filozoficzne na tej uczelni. Po dwuletniej pracy w parafii skierowany przez biskupa na studia filozoficzne w Gustav-Siewerth-Akademie, które ukończył w 1994 roku. Tematem jego dysertacji były związki między metafizyką Lutra i Hegla. W 1996 roku uzyskał na Akademii Teologii Katolickiej w Warszawie stopień doktora nauk humanistycznych. W 2001 roku habilitował się na temat rozpadu metafizyki w neomarksizmie Adorna i idealizmie Hegla. W 2017 prezydent RP Andrzej Duda nadał mu tytuł profesora nauk humanistycznych, choć materiały z postępowania profesorskiego nie zostały (wbrew obowiązującym przepisom) podane do publicznej wiadomości na stronie Centralnej Komisji ds. Stopni i Tytułów.
Objął funkcję kierownika Katedry Filozofii Prawa na Katolickim Uniwersytecie Lubelskim, dziekana Wydziału Zamiejscowego Nauk Prawnych i Ekonomicznych Katolickiego Uniwersytetu Lubelskiego Jana Pawła II w Tomaszowie Lubelskim. Przez kilkanaście lat był wykładowcą w Gustav-Siewerth-Akademie, Weilheim w Niemczech.
Główne kierunki działalności to: filozofia prawa; prawo naturalne; metafizyka; antropologia; etyka; filozofia Boga; filozofia gospodarki; historia filozofii; filozofia religii, filozofia postmodernistyczna, filozofia lewicy. W swoich badaniach zajął się m.in. aspektami filozoficzno-religijnymi wyobcowania społecznego.
W swej działalności publicystycznej przedstawia m.in. naukę Kościoła dotyczącą ochrony życia ludzkiego od momentu poczęcia do naturalnej śmierci. Był jednym z sygnatariuszy uchwały Senatu Katolickiego Uniwersytetu Lubelskiego z dnia 21 grudnia 2006 roku w sprawie poparcia inicjatywy zmierzającej do poszerzenia konstytucyjnej gwarancji ochrony życia ludzkiego. Publikuje także w pismach naukowych.

## Poglądy

### Stosunek do protestantyzmu
Ks. Guz zajmuje się krytyką nauk Lutra i protestantyzmu. Zarzuca Lutrowi, że swoją naukę uważał za „sąd samego Boga”, a siebie samego za sędzię aniołów. Ks. Guz uważa, iż Marcin Luter przypisywał Chrystusowi zarówno sprawiedliwość, jak i grzeszność. Protestantyzm nazywa „totalną herezją”. Zarzuca protestantom, ze zagubili różnicę pomiędzy Bogiem a stworzeniem. Jego zdaniem według protestantów „aniołowie, ludzie, zwierzęta” są sposobem istnienia boskości. Luter i jego następcy w miejsce Boga kreatora wprowadzili Boga, który rozwija się permanentnie. Protestantyzm stał się zaczynem dla powstania teorii ewolucji. Nic nie łączy katolicyzmu z protestantyzmem, protestanci są braćmi dla katolików tylko na płaszczyźnie człowieczeństwa. W marcu 2017 roku duchowny wyjawił, że od swoich przełożonych otrzymał zakaz wypowiadania się publicznie na temat protestantyzmu .
Według Guza Luter w komentarzu do Psalmu 117 napisał, że Bóg nie może być Bogiem, zanim nie stanie się diabłem. Stwierdzenie to zweryfikował w listopadzie 2016 roku Jerzy Marcol, dyrektor Biblijnego Stowarzyszenia Misyjnego. Marcol zarzucił Guzowi manipulację i wyjaśnił, że Luter mówi tam o nastawieniu nienawróconego umysłu. Spór dotyczy również i tego, czy w wydaniu źródłowym znajdowało się umieszczone w nawiasach dojaśnienie „w oczach przewrotnego rozumu”. Nawiasu tego nie ma w krytycznym wydaniu weimarskim.
W grudniu 2016 Emil Anton, katolicki ekumenista, zarzucił Guzowi błędy metodologiczne i merytoryczne, nieodróżnianie Lutra od luteranizmu i protestantyzmu. Zarzucił koncentrowanie się na pojedynczych cytatach bez odniesienia do kontekstu historycznego ani osobistego doświadczenia reformatora, czy jego wizji teologicznej. Guz nie odnosi się do innych katolickich oraz protestanckich badaczy Lutra. Zarzucił Guzowi tendencję do uogólniania, traktowanie protestantów jako monolit, ahistoryczne podejście do katolickiej tradycji dogmatycznej .
Ks. Przemysław Kantyka i Piotr Kopiec z Instytutu Ekumenicznego KUL ocenili, że znajomość teologii Lutra jest u Guza „bardzo powierzchowna i fragmentaryczna”. Zarzucili mu także, że wykorzystuje Lutra do atakowania niemieckiego episkopatu . Konrad Buzała, baptystyczny teolog, ocenił, że rozumienie słów Lutra z komentarza do Psalmu 117 przez Guza jest nie tylko nieprawidłowe, ale jest także poważnym nadużyciem .

### Wypowiedzi na temat narodu żydowskiego
Ks. Tadeusz Guz jest znany z wielu krytycznych opinii na temat Żydów i judaizmu. Podczas jednego z wykładów w listopadzie 2018 roku stwierdził, że  mordy rytualne popełniane przez Żydów są faktem i „nie da się ich wymazać z historii”. Powołał się na archiwa, dokumenty i wyroki polskich sądów. W sprawie jego wykładów wypowiedziała się Polska Rada Chrześcijan i Żydów, której członkowie napisali list do kurii  archidiecezji lubelskiej i władz  Katolickiego Uniwersytetu Lubelskiego Jana Pawła II, którego ks. prof. jest wykładowcą. W liście skrytykowane zostały wypowiedzi dotyczące m.in. rzekomych mordów rytualnych dokonywanych przez Żydów. Opinie Guza określono jako „sprzeczne ze zdrowym rozsądkiem i z faktami” i wytwór antysemickiej fantazji.
W odpowiedzi na list  Polskiej Rady Chrześcijan i Żydów 16 listopada 2018 zostało wydane oświadczenie podpisane przez rzeczników KUL i lubelskiej kurii, w którym stwierdzono, że „Arcybiskup Metropolita Lubelski i Rektor KUL uznają przytoczone w piśmie wypowiedzi ks. prof. Guza za niedopuszczalne” . Ostatecznie jednak Komisja Dyscyplinarna powołana przez KUL w marcu 2021 uznała, że poglądy ks. profesora wpisują się w „nierozstrzygniętą dyskusję naukową”, a sprawa została umorzona i ks. Guz nie został w żaden sposób ukarany. Decyzja ta spotkała się z dużą krytyką części publicystów i środowisk liberalno-lewicowych. Oburzenie wyraziły także środowiska żydowskie w Polsce i na świecie. Dyrektor Muzeum Historii Żydów Polskich Polin Zygmunt Stępiński stwierdził, że Katolicki Uniwersytet Lubelski jawnie promuje „przekaz rodem z  Protokołów mędrców Syjonu”, czyli carskiej antysemickiej fałszywki z 1905, w której opisane zostały rzekome plany osiągnięcia przez  Żydów globalnej dominacji nad światem.
W sierpniu 2024 roku stowarzyszenie B’nai B’rith oskarżyło ks. Guza o nawoływanie do nienawiści na tle różnic narodowościowych i wyznaniowych w odniesieniu do narodu żydowskiego.

### Stosunek do ekologii
13 maja 2017 podczas konferencji zorganizowanej przez Jana Szyszkę i o. Tadeusza Rydzyka
powiedział, że „ekologia to ateistyczny, materialistyczny i nihilistyczny neokomunizm”, a jej celem jest negacja Boga. Nazwał ją też odmianą zielonego nazizmu. Guza skrytykował Kacper Sulowski na łamach Gazety Wyborczej . W odpowiedzi 14 czerwca 2017 roku na łamach „Naszego Dziennika” w artykule „Manipulacje prawdą” Guz opisał jak media „Gazety Wyborczej” kreują kłamstwa i jak on sam jest szkalowany przez te media. Jego zdaniem Adam Michnik jest reprezentantem „ateistycznego, materialistycznego i nihilistycznego neokomunizmu”. „Gazeta Wyborcza” krzewić ma ideologię neomarksizmu i uczestniczy w procesie neokomunizacji Rzeczypospolitej Polskiej oraz rozprawy z Kościołem Katolickim i Narodem Polskim .
Władze KUL wydały oświadczenie, że „wypowiedzi ks. prof. T. Guza są wyrazem jego indywidualnych poglądów o charakterze pozanaukowym, za które bierze pełną odpowiedzialność, a osoby urażone tymi wypowiedziami powinny zostać przez niego przeproszone. Władze uczelni odcinają się od tych wypowiedzi…”. Uważa, że „ekologizm jest przejawem bytu antychrysta”.

### Koronawirus
25 marca 2020 roku na antenie Telewizji Trwam i Radia Maryja powiedział, że podczas mszy nie można się zarazić koronawirusem: „Pan Bóg żadnych wirusów nie rozprzestrzenia. Bo jest święty i jego bytowość jest święta. Niektórzy się obawiali, że kapłan, który celebruje – i jest komunia święta do ust – że kapłan może zarażać. Kapłan ma, po pierwsze, konsekrowane dłonie. Po drugie, jako jedyna osoba w zgromadzeniu liturgicznym ma umywane dłonie przy ofiarowaniu darów dla Boga. Więc kapłan ma nie tylko umyte ręce w takim sensie, jakiego oczekuje pan minister zdrowia, lecz także ma umyte ręce w sensie nadprzyrodzonym. A zatem żadne udzielanie komunii świętej do ust nie zagraża ani jednemu Polakowi roznoszeniem jakichkolwiek wirusów, bo to jest akt święty, w ramach mszy świętej, która jest świętym aktem. A zatem nie jest miejscem, przestrzenią i czasem rozprzestrzeniania wirusów, tylko przychodzenia Pana Boga”.
Lidia Jaskuła, rzecznik prasowy KUL, stwierdziła, że ks. Guz nie posiada kwalifikacji naukowych, aby wypowiadać się na tematy dotyczące epidemii, a w szczególności na temat sposobu rozprzestrzeniania się koronawirusa. Arcybiskup lubelski Stanisław Budzik wezwał natomiast ks. Guza do sprostowania wypowiedzi niezgodnych z katolicką nauką o Eucharystii  . Krytycznie do wypowiedzi ks. Guza odniosły się także władze Katolickiego Uniwersytetu Lubelskiego. Kapłan podtrzymuje jednak swoje stanowisko. Audycja kilka dni po jej wyemitowaniu została usunięta ze strony internetowej zarówno Telewizji Trwam, jak i Radia Maryja.
W maju 2021 roku przyrównał szczepienia do zbrodni nazistów, a rząd Polski wprowadzając limity wiernych w kościołach współpracuje z diabłem. W związku z tą wypowiedzią 31 maja jego przełożeni arcybiskup metropolita lubelski oraz rektor Katolickiego Uniwersytetu Lubelskiego wydali wspólne oświadczenie, w którym stwierdzili: “Ksiądz prof. Tadeusz Guz w swoich wypowiedziach nadużywa autorytetu kapłana i profesora”.

## Nagrody i wyróżnienia
W roku 2015 został laureatem Lubelskiej Nagrody Naukowej im. prof. Edmunda Prosta, za monografię „Filozofia prawa III Rzeszy Niemieckiej” (drugie wydanie), którą uznano za najlepszą pracę naukową 2014 roku. Karol Dąbrowski zarzucił Guzowi, że nie cytuje w swej pracy kilku istotnych badaczy nazizmu, niemniej pochwalił za dokonanie „twórczej interpretacji ideologii nazistowskiej z punktu widzenia katolicyzmu”.

## Publikacje
- Bäumer R., Benirschke J.-H., Guz T. (Hrsg.), Im Ringen um die Wahrheit. Festschrift der Gustav-Siewerth-Akademie zum 70. Geburtstag ihrer Gründerin und Leiterin Prof. Dr. Alma von Stockhausen, Weilheim-Bierbronnen 1997, ss. 1020.
- (Hrsg.), Begegnungen mit Alma von Stockhausen. Festschrift der Freunde, Mitarbeiter und Schüler zum 70. Geburtstag der Philosophin, Weilheim-Bierbronnen 1997, ss. 208.
- Stockhausen von A., Guz T. (Hrsg.), Vita philosophica. Festschrift zum 70. Geburtstag von Prof. PhDr DrSc KAREL MÁCHA, Weilheim-Bierbronnen 2001, ss. 327.
- (Hrsg.), Intellectus quaerens fidem. Festschrift zum 75. Geburtstag von Prof. Dr. Alma von Stockhausen, Weilheim 2002, ss. 272.
- (Hrsg.), Im Einsatz für Bildung und Erziehung. Festschrift zum 70. Geburtstag von Prof. Dr. Joseph McCafferty, Kisslegg: Holy Family University * Fe-Medienverlag 2003, ss. 330.
- Refleksje nad filozofią niemiecką, Lublin: Polihymnia 2004, ss. 122.
- Zum Gottesbegriff G.W.F. Hegels im Rückblick auf das Gottesverständnis Martin Luthers. Eine metaphysische Untersuchung, 2 Auflage, Lublin: Poli-hymnia 2004, ss. 284.
- T. Guz, M. Kuć (Red.), IUS ET FIDES. Księga Jubileuszowa z okazji siedemdziesiątych urodzin Profesora Jana Świtki, Lublin: Towarzystwo Naukowe KUL 2006, ss. 1086.
- T. Guz, M.R. Pałubska, M. Kuć (Red.), Księga pamiątkowa z okazji 10-lecia Wydziału Zamiejscowego Nauk Prawnych i Ekonomicznych Katolickiego Uniwersytetu Lubelskiego Jana Pawła II w Tomaszowie Lubelskim, Lublin: Towarzystwo Naukowe KUL 2006, ss. 912.
- T. Guz, K.A. Kłosiński, P. Marzec (Red.), Bezpieczeństwo ekonomiczne państw, Lublin-Tomaszów Lub.: Polihymnia 2006, ss. 260.
- T. Guz, P. Marzec, Z. Michalski, Szanse i bariery rozwoju sektora małych i średnich przedsiębiorstw w Polsce. Aspekty ekonomiczno-prawne, Tomaszów Lub.-Sandomierz: WZNPiE KUL 2006, ss. 292.
- T. Guz, P. Marzec, Z. Michalski, Polska wieś w Unii Europejskiej, Tomaszów Lub.-Lublin: WZNPiE KUL 2007, ss. 247.
- T. Guz, K.K. Kłosiński, P. Marzec, POLSKA EUROPA ŚWIAT. Korporacje transnarodowe, Lublin-Tomaszów Lubelski: Polihymnia 2007, ss. 401.
- T. Guz, P. Marzec, M. Petro, M. Pribula, EUROPA GOSPODARKA MEDIA, Lublin-Tomaszów Lubelski: Polihymnia 2007, ss. 258.
- T. Guz, Filozofia prawa III Rzeszy Niemieckiej, Lublin: KUL, 2013
- Małżeństwo i rodzina według Marksa, Engelsa i Lenina (cz. 1-3)
KS. PROF. TADEUSZ GUZ, KIEROWNIK KATEDRY FILOZOFII PRAWA KUL: Małżeństwo i rodzina według Marksa, Engelsa i Lenina (Cz. 1). Nasz Dziennik, 28 marca 2015 (03:25). [dostęp 2021-12-14]. (pol.).
KS. PROF. TADEUSZ GUZ, KIEROWNIK KATEDRY FILOZOFII PRAWA KUL: Małżeństwo i rodzina według Marksa, Engelsa i Lenina (cz. 2). Nasz Dziennik, 4 kwietnia 2015 (01:11). [dostęp 2021-12-14]. (pol.).